# الموريسكيون والمسيحيون في ألكوي
مهرجان الموريسكيين والمسيحيين في ألكوي هو مهرجان شعبي يقام في مدينة ألكوي في مقاطعة أليكانتي الإسبانية، ويتضمن تمثيل صراع تاريخي بين المسلمين والمسيحيين.

## التاريخ
أُعلن مهرجان الموريسكيين والمسيحيين في ألكوي، تكريماً للقديس جورج، وهو ذو أهمية سياحية دولية [الإنجليزية] في عام 1980 ويُعد أصل جميع مهرجانات الموريسكيين والمسيحيين التي يتم الاحتفال بها في مجتمع بلنسية.
في عام 1276، أدت شخصيات تاريخية مختلفة مرتبطة بالانتفاضات الإسلامية المتعددة التي حدثت في المنطقة إلى الاعتراف بالقديس جورج باعتباره راعي ألكوي، الذي يُنسب إليه التدخل في معركة في صف المسيحيين ضد المسلمين. يقال أن القائد المسلم الأزرق قُتل في هذه المعركة، والمكان الذي جرت فيه المعركة يسمى الآن وادي المعركة (بالإسبانية: Barranco de la Batalla). من المقبول اليوم أن احتفالات المسلمين والمسيحيين لها هيكل محدد ومستقر لمدة ثلاثة أيام، ولكن من غير المعروف بشكل عام ما هو تطور الاحتفالات، والتي نشأت في إحياء ذكرى دينية بحتة.
يعتبر التقليد أن يوم 23 نيسان 1276 هو بداية رعاية القديس جورج لألكوي، لتدخله المعجزي، كما رواها التراث الشعبي، في صد القائد المسلم محمد الأزرق.
وبعد فترة وجيزة، أُنشئَت كنيسة مخصصة للقديس، والتي أصبحت معروفة بالفعل بعد فترة وجيزة من عام 1300، في الواقع، هناك وثائق من عام 1317 لأنها كانت متعهدة دائمًا بتكريمه في عيده.
وهكذا، فإن الهيكل الحالي للأيام الثلاثة، المخصص الأول لـ "إنتراداس" أو العرض، والثاني للاحتفال الديني والثالث لآلاردو ، والذي يبلغ ذروته مع ظهور سان خورخي، يبدأ في التبلور مع الأخذ في الاعتبار احتفال سان خورخي، يوم 23 أبريل، كمحور.
في البداية، تتحدث الوثائق إلينا عن احتفال ديني، في الأساس، ولكن بالفعل في عام 1412، هناك معلومات عن بعض المدفوعات التي قدمت للاحتفال بالعيد الديني. ومع ذلك، ففي بداية القرن السادس عشر قررت البلدية إعطاء أهمية أكبر للاحتفال، بما في ذلك الأفعال الدنيئة. في هذا الجانب، تم تنظيم مسابقة "أركابوسيريا" في عام 1552 حيث شاركت فيها الميليشيات المحلية، وستنشأ المتغيرات المنطقية لاحقًا "ألاردو"، والتي تتوافق في الوقت الحاضر مع احتفالات اليوم الثالث من الاحتفالات عندما تشارك المعركة الفعلية.
في عام 1672، تحدث فيسينتي كاربونيل في كتابه "Célebre Centuria" عن فرقتين: واحدة من المسيحيين الموريسكيين والأخرى من المسيحيين الكاثوليك، والتي نشأت منها الانقسام الحالي بين الجانبين المغاربة والمسيحيين.
ومع انتصار فيليب الخامس في حرب الخلافة، عوملت مدينة ألكوي كعدو لأنها كانت مؤيدة للأرشيدوق تشارلز، ولم يتم الاحتفال بالاحتفالات مرة أخرى إلا في عام 1741. ويذكر كتاب "وقائع الأب بيشر" المؤرخ في نفس العام، أنه في عشية عيد القديس، الموافق 22 نيسان ، قام القادة والضباط العسكريون بـ"مسيرة ملونة"؛ هذه المسيرة أو العرض هو الذي سيؤدي مع مرور الوقت إلى ظهور المداخلات ، المسيحية والموريسكيين. ويشار إليه أيضًا بنفس العام 1741 ووفقًا للأب بيتشر، ففي اليوم التالي للقديس، اليوم الرابع والعشرين، تم بناء قلعة اصطناعية تسمى (Aduar del Puche). ويقال أيضًا أنه في الصباح، بعد السفارة، استولى المسلمون على القلعة، ولكن في فترة ما بعد الظهر، وباستخدام سفير أيضًا، استسلم المسيحيون للقلعة بالقوة المسلحة.
يتوافق هذا عمليًا مع الهيكل الحالي لعصر "ألاردو"، على الرغم من أنه من أجل أن يكون كاملاً، فإن ظهور القديس جورج على أسوار القلعة مفقود. ومع ذلك، في عام 1743، وفقا للأب دائما. بيتشر، تم ترتيب "ظهور القديس فوق جدران الفيلا".
في منتصف القرن الثامن عشر، تم تحديد العناصر التي تشكل الاحتفالات، ومع التطور المنطقي لأكثر من 250 عامًا، تم إنشاء الهيكل الحالي لمهرجان المور والمسيحيين في ألكوي. وبعد فترة وجيزة، في نهاية القرن الثامن عشر، ظهرت الفرق، وقد بقي بعضها حتى يومنا هذا. عمليًا في بداية القرن العشرين، كان هناك ثلاثة عشر فرقة موريسكية كانت قد تم بناؤها بالفعل، وتم الانتهاء منها في الربع الأخير من ذلك القرن، مع الفرقة الرابع عشر. في الجانب المسيحي، على الرغم من أن بعض الفرق الأولية "بقيت، فقد شهدت العديد من التغييرات الفرق الأربعة عشر الحالية" "لم يتم تسويتها حتى الستينيات.

## المتحف
متحف الموريسكيين والمسيحيين في ألكوي (بالإسبانية: Museu Alcoià de la Festa) هو متحف مخصص بالكامل لمهرجان المغاربة والمسيحيين في ألكوي، حيث يمكن للزوار تجربة جميع التفاصيل والجوانب والمشاعر المحيطة بهذا المهرجان الدولي.

## طالع أيضًا
- متحف ألكوا دي لا فيستا [الإنجليزية]
- مورو وكريستيانوس [الإنجليزية]

## روابط خارجية
- الموقع الرسمي للمسلمين والمسيحيين في ألكوي باللغة الإسبانية
- المور والمسيحيون في ألكوي في السياحة في ألكوي باللغة الإنجليزية